# Skorupa ziemska oceaniczna

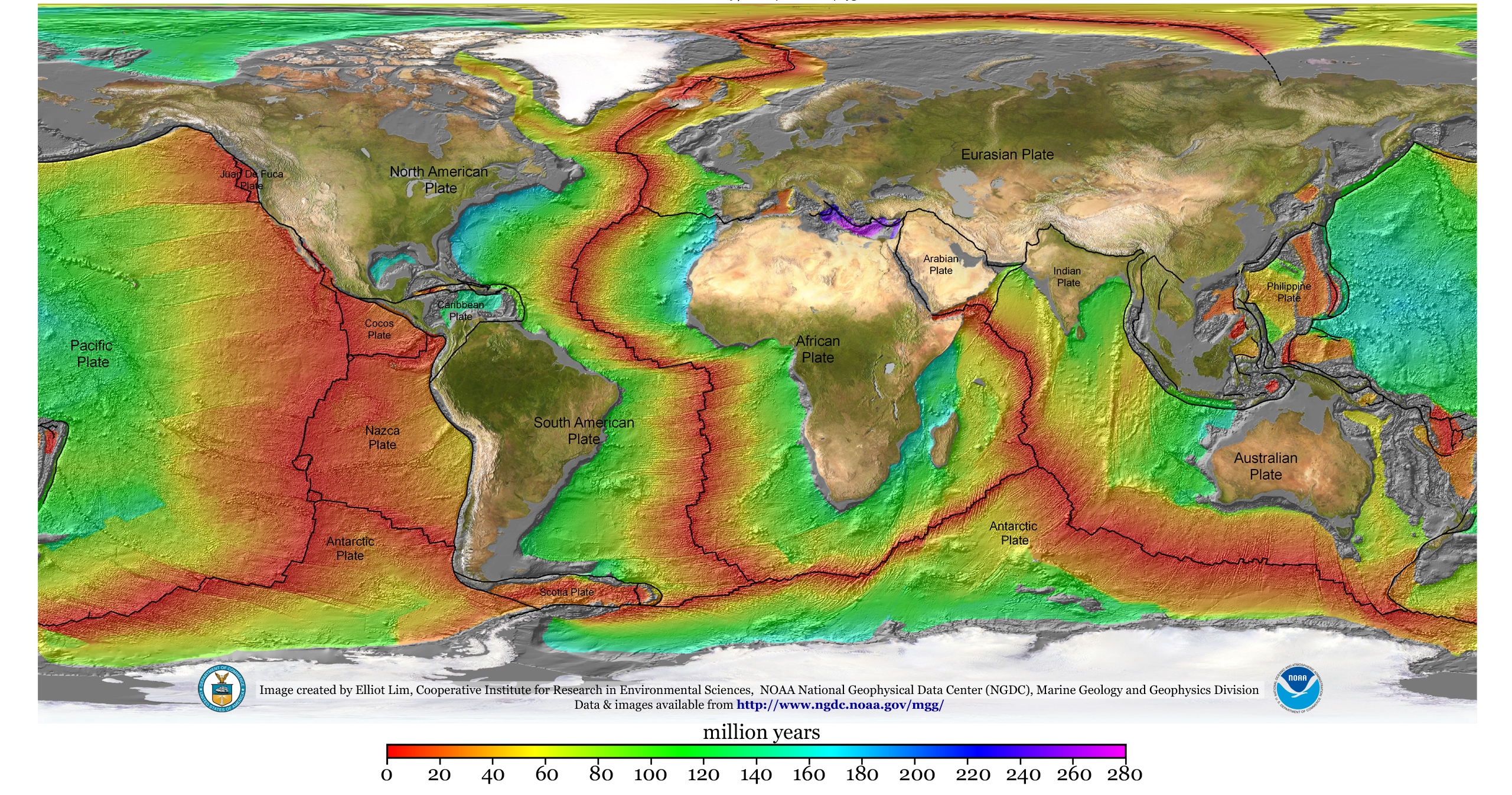
Wiek skorupy oceanicznej: na czerwono obszary najmłodsze, czyli miejsca spreadingu

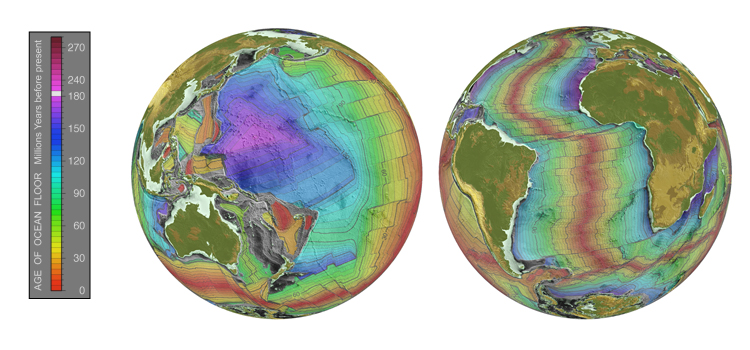
Wiek dna oceanicznego Pacyfiku i Atlantyku z zaznaczonymi izochronami i strefami spękań

Skorupa oceaniczna – drugi, obok odmiany kontynentalnej, typ skorupy ziemskiej, stanowiący obecnie ok. 60% powierzchni Ziemi. Jest ona relatywnie cienka (średnio 7 km), młoda (do 280 milionów lat) i gęsta (3 g/cm³) w porównaniu z kontynentalną (odpowiednio 35 km, do 4 miliardów lat i średnio 2,7 g/cm³). Dna wszystkich ziemskich oceanów zbudowane są ze skorupy oceanicznej. Skorupa oceaniczna buduje w całości płyty oceaniczne (np. płyta Nazca, płyta pacyficzna) oraz obrasta bloki kontynentalne, jako część płyty kontynentalnej (np. płyta afrykańska).
Skorupa oceaniczna jest stale tworzona w granicach rozbieżnych płyt (w grzbietach śródoceanicznych, a dokładnie w strefach spreadingu) z zastygającej magmy wydobywającej się z płaszcza.

## Tektonika
Granice rozbieżne płyt to te miejsca na powierzchni Ziemi, w których dwie płyty odsuwają się od siebie, a powstająca szczelina wypełniana jest stale skałami pochodzącymi z płaszcza ziemskiego. Potoki magmy zastygają więc na granicy i, już jako skały skorupy, są następnie od niej odsuwane – jak na pasie transmisyjnym – stopniowo tracąc ciepło, kurcząc się i utwardzając. Nieustający proces powstawania osadów oceanicznych sprawia, że pokrywa sedymentacyjna osiąga największą grubość na najdawniej utworzonych, najdalszych od strefy rozrostu fragmentach skorupy. Zjawiska te razem sprawiają, że im dalej od grzbietu śródoceanicznego, tym jest ona silniej zanurzona w płaszczu Ziemi: przypuszcza się, że proces ten – zwany też „zsuwaniem grawitacyjnym” – napędza jako jeden z czynników wsuwanie się płyt oceanicznych pod inne płyty w procesie subdukcji, przy czym zjawisko to nie występuje na większej części Oceanu Atlantyckiego wraz z Oceanem Arktycznym. Hipotetyczny fragment skorupy oceanicznej ma więc relatywnie krótki żywot (oczywiście w skali geologicznej): po skrzepnięciu i podróży pod wielokilometrową warstwą wody oceanicznej zostaje ostatecznie ponownie stopiony w strefie subdukcji i powraca do płaszcza. Są jednak wyjątki. Wzdłuż całego Oceanu Atlantyckiego i Oceanu Arktycznego nie ma większej strefy subdukcji, skorupa oceaniczna nie jest niszczona i obie Ameryki stale oddalają się od Afryki, Europy i północnej Azji.
W niektórych przypadkach fragment skorupy oceanicznej może zostać wypchnięty do góry na granicy zbieżnej i włączony do skorupy kontynentalnej. Odnajdywane na lądzie fragmenty skał dna oceanicznego określa się mianem ofiolitów lub serii ofiolitowej. Może też się zdarzyć, że w wyniku gwałtownego epizodu aktywności magmatycznej skorupa zostanie lokalnie przetopiona i wzbogacona o olbrzymią czasem objętość nowych skał; struktury takie nazywa się dużymi prowincjami magmatycznymi.

### Powstawanie

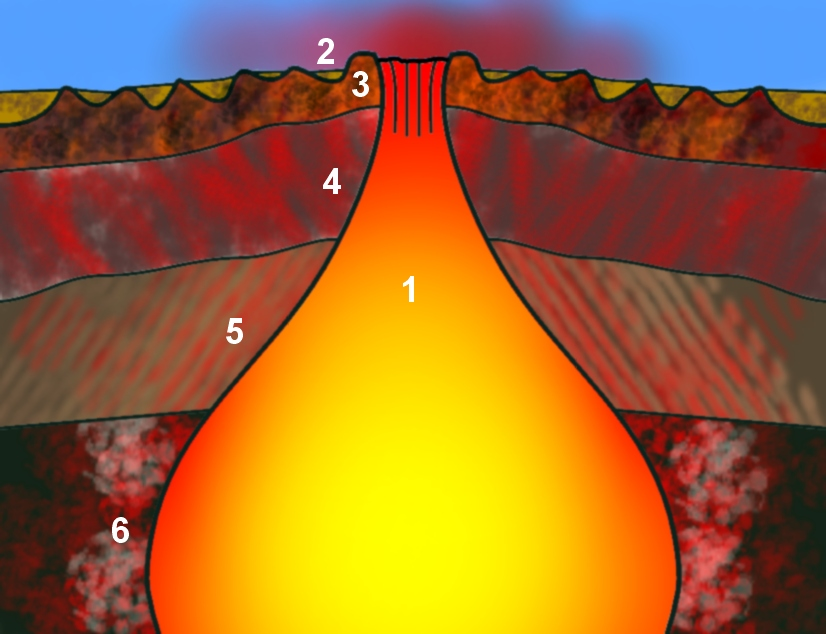
Uproszczony przekrój granicy rozbieżnej(dywergentnej) płyt tektonicznych:
1. komora magmowa
2. warstwa sedymentacyjna
3. bazalty poduszkowe
4. dajki bazaltowe
5. warstwowane gabro
6. kumulaty dunitowe/perydototowe

Struktura granic rozbieżnych (dywergentnych) determinuje strukturę skorupy, która w nich powstaje.
Na widocznym po prawej stronie schemacie da się dostrzec typowe składniki przekroju poprzecznego przez grzbiet śródoceaniczny. Bezpośrednio pod osią rozrostu znajduje się komora magmowa (1), zwana też osiową komorą magmową (ang. axial magma chamber); może ona podchodzić pod samą powierzchnię lub być schowana nawet parę kilometrów pod dnem oceanu. Komora ta składa się przynajmniej częściowo z upłynnionej magmy, reszta jej objętości pozostaje w fazie stałej. Należy pamiętać, że rzadkie są przypadki, gdy cała objętość skały zostaje jednocześnie stopiona lub krzepnie: najczęściej zmienia fazę tylko część mieszanki mineralnej; ta, której temperatura krzepnięcia/topnienia została przekroczona. W przypadku komory magmowej skały powstające z częściowego wytrącania się tych składników, które w danej temperaturze i ciśnieniu mogą przejść do fazy stałej, odkładają się na ścianach komory.
W najgłębszych warstwach strefy spreadingu wytrącają się najbardziej zasadowe („ultrazasadowe”) skały, najbardziej też przypominające składem płaszcz: dunity, harzburgity, perydotyty i inne, w których ważnym składnikiem mineralnym jest oliwin. Tego typu skały, utworzone poprzez osiadanie wytrąconych ze stopu kryształów, określa się mianem kumulatów (6). W wyższych rejonach komory magmowej stop pozbawiony jest już większości oliwinu i najważniejszymi jego składnikami mineralnymi stają się pirokseny, amfibole i plagioklazy. Skały powstające z tych minerałów określa się jako zasadowe. Powolne wzrastanie kryształów na ścianach komory prowadzi do formowania się dużych ziaren mineralnych, co jest cechą charakterystyczną skały zwanej gabrem. Gabro tworzy dość grubą (3–5 km) warstwę skał o charakterystycznej strukturze warstwowej (5). Z mieszanki mineralnej o podobnym składzie formują się dwie górne warstwy bazaltowe, powstające jednak w bardziej gwałtownych okolicznościach, co uniemożliwia długotrwałe, spokojne wytrącanie się i daje w rezultacie skałę drobnoziarnistą często afanitową. Warstwa przecinających się dajek (4) bazaltowych powstaje, gdy pełznąca do góry magma znajduje ujście poprzez system szczelin w skałach i tam jej część zastyga w formie żył – dajek; procesowi temu sprzyja ciągłe odsuwanie się od siebie płyt litosferycznych. Grubość tej warstwy skalnej, pociętej mniej więcej równoległymi intruzjami magmowymi (ang. sheeted dike complex) to zwykle 1–2 km. Gdy zaś magma taka wydostanie się na powierzchnię, zastyga gwałtownie w postaci tzw. law poduszkowych (3) lub potoków lawowych, tworzących również warstwę o grubości 1–2 km. Bazalt i gabro są więc skałami, odpowiednio, wylewnymi i głębinowymi, powstającymi z magmy o podobnym składzie. Różnice pomiędzy trzema górnymi warstwami skał magmowych (3-5) nie są więc w przeważającym stopniu pochodzenia chemicznego, a strukturalnego. Na samej górze leży warstwa skał osadowych (2), coraz grubsza wraz ze wzrostem odległości od osi rozrostu; może ona osiągać nawet kilka kilometrów grubości w rozległych basenach oceanicznych.

### Ewolucja
Skały skorupy oceanicznej poddawane są licznym przemianom na drodze między granicą rozbieżną a zbieżną.
Po pierwsze, stopniowo oddają ciepło swojemu otoczeniu na drodze tzw. procesów hydrotermalnych (por. komin hydrotermalny). Woda może wnikać nawet bardzo głęboko w warstwy skalne dna oceanu poprzez system szczelin. Przypuszcza się, że ok. 10% ciepła pochodzącego z wnętrza Ziemi przenoszonych jest na drodze procesów hydrotermalnych. Zachodzi przy tym nie tylko wymiana ciepła: wypłukiwane są przy tym jedne składniki mineralne i odkładane inne. Procesy te znacząco wpływają na skład chemiczny oceanów. Uwalnianie ciepła idzie w parze ze zwiększaniem się gęstości skał budujących skorupę; z biegiem czasu zanurza się więc ona coraz bardziej w astenosferze, zgodnie z prawami izostazji, co wiąże się ze wspomnianym procesem tzw. ześlizgu grawitacyjnego.
„Typowa” skorupa oceaniczna może zostać silnie przeobrażona w procesie powstawania tzw. dużych prowincji magmatycznych, kiedy to znaczna objętość skał magmowych (zwykle powyżej miliona kilometrów sześciennych) wydobywa się na powierzchnię i zostaje wbudowana w jej objętość. Ilość takich prowincji rozpoznanych w skałach dna oceanicznego waha się, zależnie od źródła i przyjętych definicji, od 15 do ponad 60. W wyniku trwającej ok. 10 milionów lat gwałtownej serii wylewów bazaltowej magmy pierwotna skorupa zostaje w znacznym stopniu stopiona i pocięta intruzjami oraz pogrubiona, tak że może ostatecznie osiągnąć miąższość 20 (Wyniesienie Kergueleńskie) lub nawet 30 (masyw Ontong Java) kilometrów. Tego typu fragmenty skorupy oceanicznej stawiają większy opór w strefie subdukcji i mogą zostać wbudowane w masę skorupy oceanicznej, a w niektórych wypadkach nawet zatrzymać proces subdukcji i zmienić geometrię granic płyt, jak to się być może stało z potężną prowincją magmatyczną tworzącą obecnie dno Morza Karaibskiego.

### Ginięcie

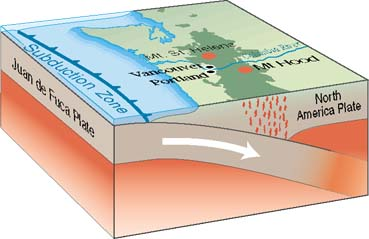
Płyta Juan de Fuca podsuwa się pod Płytę Północnoamerykańską

Według teorii tektoniki płyt skorupa oceaniczna zostaje podsunięta pod inną skorupę (zwykle kontynentalną) w strefach subdukcji. Część jej materiału może zostać „zdrapana” i odłożona na płycie górnej, większość jednak zostaje wciągnięta pod kątem i powoli wsuwana w głąb płaszcza. Wraz ze zwiększającą się temperaturą coraz większa część skał zostaje stopiona. Obecność wody, wciągniętej wraz z płytą, sprzyja topieniu się znacznych ilości lawy, które migrują do góry i wydostają się na powierzchnię w łuku wulkanicznym, zwykle ok. 100-300 kilometrów za rowem oceanicznym. Równocześnie za łukiem wulkanicznym powiększa się basen marginalny (załukowy), czyli łuk wysp i rów oceaniczny przemieszcza się w stronę otwartego oceanu. Nie jest do końca jasne, jak głęboko następuje całkowite roztopienie się skorupy oceanicznej w płaszczu i dezintegracja jej struktury. Na głębokości ok. 100 kilometrów znaczna część skał krzemianowych podlega transformacji fazowej w eklogit, odmianę tak gęstą, że wedle przewidywań teoretycznych powinna utonąć w płaszczu. Niektóre modele sugerują, że fragmenty płyty mogą zachować spoistość i utonąć aż do głębokości 2900 kilometrów, czyli granicy między płaszczem a jądrem Ziemi. Czasem interpretuje się dostrzeżone niejednorodności w najniższych warstwach płaszcza jako fragmenty skorupy, która opadła na „dno”. W innych modelach tak głęboka migracja skał skorupy jest niemożliwa ze względu na obecność granicy fazowej w płaszczu na głębokości 670 km. Istnieje jednak zgoda co do tego, że większość ze stopionych składników skorupy oceanicznej zostaje zachowana w górnym płaszczu, a więc jego części leżącej powyżej wspomnianej granicy fazowej i przyczynia się do jego niejednorodności chemicznej. Z tego punktu widzenia „recykling” skorupy oceanicznej stanowi kluczowy czynnik w procesach różnicowania się chemicznego płaszcza Ziemi. Opisywany tu proces zachodzi prawie wyłącznie na Oceanie Spokojnym.